# Aeroportul Akola
Aeroportul Akola (IATA: AKD, ICAO: VAAK) este un aeroport din Akola⁠(d), Akola district⁠(d), Amravati division⁠(d), Maharashtra, India ce deservește zona Akola⁠(d). A fost numit după zona deservită.
Situat la o altitudine de 304 m, aeroportul dispune de o singură pistă. Este operat de Airports Authority of India⁠(d).